# Азиатско-тихоокеанский вещательный союз
Азиа́тско-тихоокеа́нский веща́тельный сою́з, АВС (англ. Asia-Pacific Broadcasting Union, ABU) — некоммерческая профессиональная ассоциация, объединяющая вещательные организации стран Азии и Океании. Штаб-квартира находится в Малайзии в городе Куала-Лумпур. По состоянию на 2015 год в состав ассоциации входят 72 организаций-членов из 57 стран и регионов Азии, потенциальная аудитория которых около 3 миллиардов человек.
Полный член союза должен быть бесплатным вещателем общегосударственного уровня одной из стран Азиатско-тихоокеанского региона. Ассоциированное членство открыто для местных и платных вещателей, а также для вещателей из стран остального мира.
Союз является площадкой для сотрудничества между вещателями и старается это сотрудничество развивать.
Среди активностей союза — Asiavision, спутниковая сеть обмена новостями между телевизионными станциями 20-и стран Азии. Также союз действует в коллективных интересах своих членов, в частности, ведёт переговоры о коллективных правах на трансляции крупнейших спортивных состязаний сразу для всех входящих в него вещателей.